# Alex Yoong
Alexander Charles „Alex“ Loong Yoong (* 20. Juli 1976 in Kuala Lumpur) ist ein ehemaliger malaysischer Automobilrennfahrer. Zu ersten sportlichen Erfolgen kam Yoong, als er dreifacher malaysischer Meister im Wasserski wurde.

## Karriere
Vor seinem Engagement in der Formel 1 war Yoong unter anderem in der britischen Formel 3, der Formel 3000 und der Formel Nippon aktiv. In diesen Serien konnte er keine großen Erfolge erzielen.
Yoong ersetzte in der Formel-1-Weltmeisterschaft 2001 für die drei letzten Rennen den Brasilianer Tarso Marques bei Minardi als Teamkollege von Fernando Alonso, dem späteren Weltmeister im Renault. Zwei technische Defekte zwangen ihn zum Aufgeben, im dritten Rennen, dem Großen Preis von Japan in Suzuka belegte er Platz 16. In allen Rennen startete er von der letzten Position – 22.

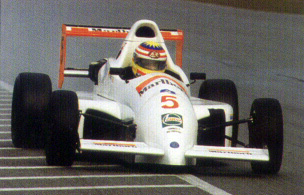
Alex Yoong 1994 in der Formel Asia 2000

Im Jahr 2002 verpflichtete das Minardi-Team Yoong für eine Saison; sein Teamkollege war Mark Webber. Der Saisonauftakt lief, nicht zuletzt durch eine Massenkollision am Start, gut. Yoong belegte am Ende Rang sieben, Webber gar Rang fünf, was dem Team zwei Punkte einbrachte. Im zweiten Rennen – in seiner Heimat Malaysia – musste Yoong durch einen technischen Defekt einen zusätzlichen Boxenstopp einlegen, was ihn eine ganze Runde kostete. Im weiteren Saisonverlauf lief es für ihn schlecht, für drei Rennen konnte er sich nicht qualifizieren; bei zwei Events wurde er aus Leistungsgründen durch Anthony Davidson ersetzt, bis Yoong mit mehr Sponsorengeld wieder zurückkam, am Ende der Saison 2002 die Formel 1 aber ganz verließ.
Im Jahr 2003 ersetzte Yoong in der US-amerikanischen ChampCar-Serie Roberto González jr., der seine Sponsorgelder nicht liefern konnte, beim Team Dale Coyne Racing. Hier konnte er gleich beim ersten Auftritt in Laguna Seca einen neunten Platz, noch vor Stars wie Jimmy Vasser, Mario Domínguez oder Ryan Hunter-Reay herausfahren. Bei den beiden folgenden Rennen qualifizierte er sich jeweils als 13ter, schied aber vorzeitig aus. Aufgrund der Entwicklungen im Irak sprangen danach die malaysischen Sponsoren ab, so dass Yoong das Team und die Serie verlassen musste.
Die beiden Teams sind in der jeweiligen Serie dafür bekannt gewesen, Fahrer einzusetzen, die viel Geld, jedoch nicht unbedingt das größte Talent haben. Dale Coyne Racing hat so beispielsweise im weiteren Saisonverlauf drei weitere Fahrer „verschlissen“, die nie wieder in der Serie aufgetaucht sind.

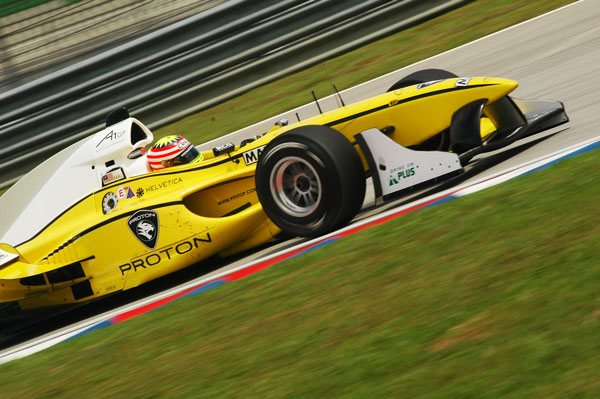
Yoong beim A1GP-Rennwochenende in Sepang 2006

Aus den USA ging es zurück nach Europa zum Prototypensport, wo er sich in ein paar Langstreckenrennen versuchte. Von 2005 bis 2008 fuhr Yoong drei Saisons für das Team Malaysia in der A1GP-Serie. In der ersten Saison gelang es ihm zum Abschluss das Sprintrennen in Shanghai zu gewinnen. Das Team belegte schließlich den fünften Platz in der Gesamtwertung. Für seine Leistungen in dieser Saison wurde er später mit der Bruce-McLaren-Trophäe geehrt. In der Saison 2006/2007 konnte Yoong Siege in beiden Rennen in Brünn sowie im Sprintrennen in Mexiko-Stadt erzielen. Am Ende belegte Malaysia den sechsten Platz der Gesamtwertung. In seiner dritten A1GP-Saison waren Yoong und das malaysische Team nicht mehr so erfolgreich wie zuvor und belegten schließlich Platz 15 in der Gesamtwertung.
Im März 2008 absolvierte Yoong die beiden Speedcar-Series-Rennen im heimischen Sepang, blieb aber ohne Punkte. Im Oktober nahm er an Testfahrten zur GP2-Asia-Serie-Saison 2008/2009 teil und fuhr anschließend an zwei Rennwochenenden für das malaysische Team Qi-Meritus Mahara.
Der malaysische Rennstall Lotus F1 Racing, welcher seit 2010 in der Formel 1 vertreten ist, hat den 33-Jährigen unter Vertrag genommen, um sich um die Nachwuchsförderung zu kümmern. So wurde er zum Beispiel Nabil Jeffri als Driver Coach bei Eurasia Motorsport in der Formel BMW Pacific zur Seite gestellt.

## Statistik

### Karrierestationen
| - 1994: Formel Asia (Platz 3) - 1995: Formel Asia (Platz 2) - 1996: Britische Formel Renault (Platz 12) - 1997: Britische Formel 3 - 1998: Britische Formel 3 - 1999: Britische Formel 3, Formel 3000 (Saison 1999) - 2000: Formel Nippon (Saison 2000) - 2001: Formel 1, Formel Nippon (Saison 2001) | - 2002: Formel 1 - 2003: Champ Car (Saison 2003) (Platz 23) - 2004: Australische V8 Supercars (Platz 34) - 2006: A1GP (Saison 2005/2006), Le Mans Series (Saison 2006) (Platz 19) - 2007: A1GP (Saison 2006/2007), Le Mans Series (Saison 2007) (Platz 15) - 2008: A1GP (Saison 2007/2008), Speedcar Series (Saison 2008) - 2009: GP2 Asia (Saison 2008/2009) (Platz 25) |

### Statistik in der Formel-1-Weltmeisterschaft

#### Gesamtübersicht
| Saison | Team                | Chassis      | Motor            | Rennen | Siege | Zweiter | Dritter | Poles | schn. Rennrunden | Punkte | WM-Pos. |
| ------ | ------------------- | ------------ | ---------------- | ------ | ----- | ------- | ------- | ----- | ---------------- | ------ | ------- |
| 2001   | European Minardi F1 | Minardi PS01 | European 3.0 V10 | 3      | –     | –       | –       | –     | –                | –      | 26.     |
| 2002   | KL Minardi Asiatech | Minardi PS02 | Asiatech 3.0 V10 | 11     | –     | –       | –       | –     | –                | –      | 20.     |
| Gesamt | Gesamt              | Gesamt       | Gesamt           | 14     | –     | –       | –       | –     | –                | –      |         |

#### Einzelergebnisse
| Saison | 1   | 2  | 3   | 4   | 5   | 6   | 7  | 8   | 9   | 10 | 11  | 12 | 13 | 14  | 15  | 16  | 17 |
| ------ | --- | -- | --- | --- | --- | --- | -- | --- | --- | -- | --- | -- | -- | --- | --- | --- | -- |
| 2001   |     |    |     |     |     |     |    |     |     |    |     |    |    |     |     |     |    |
|        |     |    |     |     |     |     |    |     |     |    |     |    |    | DNF | 13  | 14  |    |
| 2002   |     |    |     |     |     |     |    |     |     |    |     |    |    |     |     |     |    |
| 7      | DNF | 13 | DNQ | DNS | DNF | DNF | 14 | DNF | DNQ | 10 | DNQ |    |    | 13  | DNF | DNF |    |

| Legende  | Legende            | Legende                                                          |
| Farbe    | Abkürzung          | Bedeutung                                                        |
| -------- | ------------------ | ---------------------------------------------------------------- |
| Gold     | –                  | Sieg                                                             |
| Silber   | –                  | 2. Platz                                                         |
| Bronze   | –                  | 3. Platz                                                         |
| Grün     | –                  | Platzierung in den Punkten                                       |
| Blau     | –                  | Klassifiziert außerhalb der Punkteränge                          |
| Violett  | DNF                | Rennen nicht beendet (did not finish)                            |
| Violett  | NC                 | nicht klassifiziert (not classified)                             |
| Rot      | DNQ                | nicht qualifiziert (did not qualify)                             |
| Rot      | DNPQ               | in Vorqualifikation gescheitert (did not pre-qualify)            |
| Schwarz  | DSQ                | disqualifiziert (disqualified)                                   |
| Weiß     | DNS                | nicht am Start (did not start)                                   |
| Weiß     | WD                 | zurückgezogen (withdrawn)                                        |
| Hellblau | PO                 | nur am Training teilgenommen (practiced only)                    |
| Hellblau | TD                 | Freitags-Testfahrer (test driver)                                |
| ohne     | DNP                | nicht am Training teilgenommen (did not practice)                |
| ohne     | INJ                | verletzt oder krank (injured)                                    |
| ohne     | EX                 | ausgeschlossen (excluded)                                        |
| ohne     | DNA                | nicht erschienen (did not arrive)                                |
| ohne     | C                  | Rennen abgesagt (cancelled)                                      |
| ohne     | keine WM-Teilnahme |                                                                  |
| sonstige | P/fett             | Pole-Position                                                    |
| sonstige | 1/2/3/4/5/6/7/8    | Punktplatzierung im Sprint-/Qualifikationsrennen                 |
| sonstige | SR/kursiv          | Schnellste Rennrunde                                             |
| sonstige | *                  | nicht im Ziel, aufgrund der zurückgelegten Distanz aber gewertet |
| sonstige | ()                 | Streichresultate                                                 |
| sonstige | unterstrichen      | Führender in der Gesamtwertung                                   |

### Le-Mans Ergebnisse
| Jahr | Team                  | Fahrzeug    | Teamkollege | Teamkollege      | Platzierung | Ausfallgrund |
| ---- | --------------------- | ----------- | ----------- | ---------------- | ----------- | ------------ |
| 2006 | Racing for Holland    | Dome S101Hb | Jan Lammers | Stefan Johansson | Ausfall     | Unfall       |
| 2007 | Charouz Racing System | Lola B07/17 | Jan Charouz | Stefan Mücke     | Rang 8      |              |